# فرودگاه شهریدیویدسن
فرودگاه شهریدیویدسن (به انگلیسی: Davidson Municipal Airport) یک فرودگاه همگانی است که یک باند فرود چمن دارد و طول باند آن ۱۰۳۶ متر است. این فرودگاه در کشور کانادا قرار دارد و در ارتفاع ۶۱۷ متری از سطح دریا واقع شده‌است. این فرودگاه در سال 1989 به نام لیزا دویدسون بنیان‌گذار شهر نامگذاری شد .